# هجوم أورومتشي مايو 2014
في صباح يوم 22 مايو 2014، نُقلت مركبتان للرياضة تحملان خمسة مهاجمين إلى شارع مزدحم في أورومتشي عاصمة منطقة سنجان الأيغورية ذاتية الحكم في الصين حينئذٍ. ثم قاموا بإلقاء ما يصل إلى عشرة متفجرات على المتسوقين من نوافذ سيارات الدفع الرباعي. وتحطمت سيارات الدفع الرباعي في المتسوقين ثم اصطدمت ببعضها البعض وانفجرت، وقُتل 43 شخصًا، بينهم 4 من المهاجمين، وأكثر من 90 جريحًا، مما جعل هذا الهجوم الأكثر دموية في نزاع سنجان.

## خلفية
في 30 أبريل 2014، أدى تفجيران انتحاريان إلى مقتل ثلاثة وجرح تسعة وسبعين، شهدت المنطقة سنة أكثر تقلبًا قبل تفجيرات مايو، ويخشى الأويغور من تدفق الصينيين الهان إلى المنطقة حتى لا يتحكموا في دينهم وثقافتهم.

## ردود الأفعال
رد الأمين العام للحزب الشيوعي الصيني شي جين بينغ ورئيس مجلس الدولة لي كه تشيانغ على الحادث من خلال الوعد «باتخاذ إجراءات حاسمة ضد الهجمات الإرهابية»، وذكر أنه سيتم تنفيذ إستراتيجية «الضربة الأولى». كما دعا المسؤولين الحكوميين في المنطقة إلى بذل كل ما في وسعهم لضمان مساعدة المصابين والتحقيق في الجريمة ومعاقبة مرتكبيها بشدة.